# Zaluzania
Zaluzania es un género de plantas con flores perteneciente a la familia  Asteraceae.  Comprende 32 especies descritas y de estas, solo 14 aceptadas.

## Taxonomía
El género fue descrito por Christiaan Hendrik Persoon y publicado en Synopsis Plantarum 2: 473. 1807. La especie tipo es Zaluzania triloba (Ortega) Pers.	

## Especies aceptadas
A continuación se brinda un listado de las especies del género Zaluzania aceptadas hasta julio de 2012, ordenadas alfabéticamente. Para cada una se indica el nombre binomial seguido del autor, abreviado según las convenciones y usos.
- Zaluzania angusta (Lag.) Sch.Bip.
- Zaluzania augusta (Lag.) Sch. Bip.
- Zaluzania cinerascens Sch.Bip.
- Zaluzania delgadoana B.L.Turner
- Zaluzania discoidea A.Gray
- Zaluzania ensifolia (Sch.Bip.) Sch.Bip.
- Zaluzania grayana B.L.Rob. & Greenm.
- Zaluzania megacephala Sch.Bip.
- Zaluzania mollissima A.Gray
- Zaluzania montagnifolia (Sch.Bip.) Sch.Bip.
- Zaluzania parthenioides (DC.) Rzed.
- Zaluzania pringlei Greenm.
- Zaluzania subcordata W.M.Sharp
- Zaluzania triloba (Ortega) Pers.